# Parbat (dystrykt)

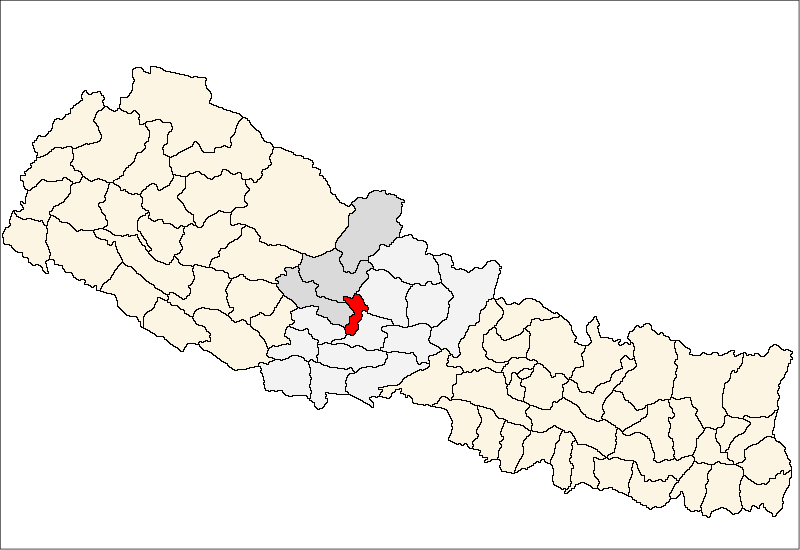
Dystrykt Parbat

Dystrykt Parbat (nep. पर्वत) – jeden z siedemdziesięciu pięciu dystryktów Nepalu. Leży w strefie Dhawalagiri. Dystrykt ten zajmuje powierzchnię 494 km², w 2001 r. zamieszkiwało go 157 826 ludzi. Stolicą jest Kusma.